# 할리드 막불
칼리드 막불 중장(우르두어: خالد مقبول, 생애 1948년 ~ )은 파키스탄 육군 장성으로, 페르베즈 무샤라프 독재정권 치하에서 파키스탄 인구수 최다의 펀자브 주의 주지사를 지낸 사람인데 동시에 가장 오랫동안 펀자브 주지사를 지낸 사람이기도 하다. 막불이 물러난 뒤 월드콜 그룹의 오너인 기업인 살만 타시르가 펀자브 주지사로 취임했으나, 3년 만에 암살당했다.